# Skeppsbro-Adel

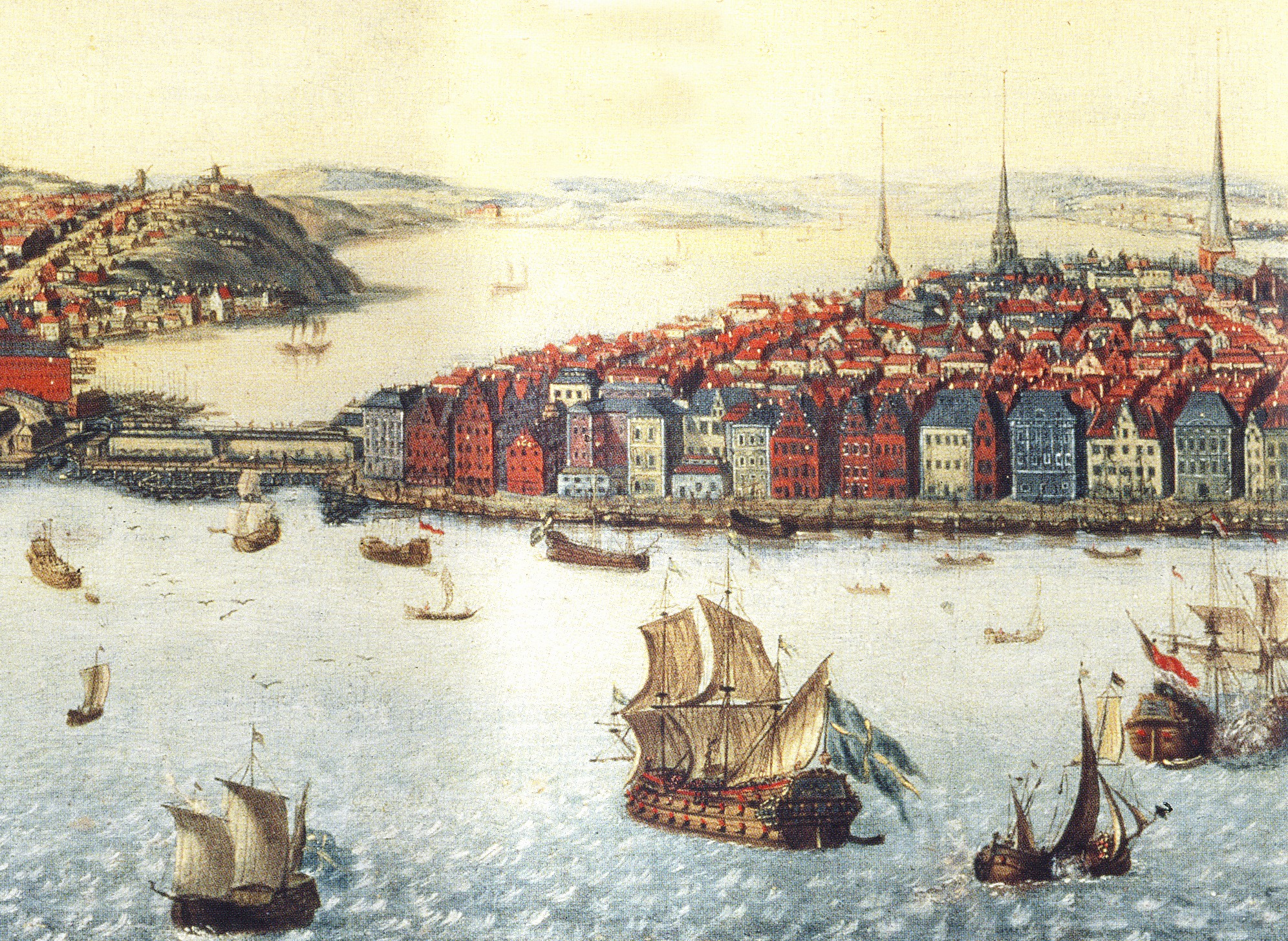
Blick auf Skeppsbron und das dahinter liegende Stockholm um 1700 (Blick nach Westen)

Der Skeppsbro-Adel war eine Gruppe von vermögenden Großhändlern, die vom Ende des 17. Jahrhunderts bis zum Beginn des 19. Jahrhunderts den Außenhandel von Stockholm dominierten. Sie zählten nicht zum schwedischen Adel und erhielten die Bezeichnung als ironischen Hinweis auf ihren Wohlstand.
Der Name bezieht sich auf das Kai Skeppsbron und die angrenzende gleichnamige Straße im Osten der Stockholmer Altstadt, die in den 1630er Jahren entstanden. Diese Hafenanlagen waren in den folgenden Jahren der führende Platz für den städtischen Import und Export. Die Großhändler ließen Handelshäuser und Magazine errichten, die ihre leitende gesellschaftliche Stellung verdeutlichten. Ihren Aufstieg verdankten die zugehörigen Personen neben ökonomischen Gewinnen den staatlichen Privilegien, die ihnen zukamen.

## Geschichte
Nach dem Ende von Schwedens Großmachtzeit hatten die Könige Friedrich und Adolf Friedrich wenig Einfluss auf die Politik des Landes und der Hauptstadt. Eine kleine Gruppe von Großhändlern schloss sich der Partei Hattarne an, die ursprünglich von Adligen gegründet wurde, und beeinflusste die Politik zu ihren eigenen Gunsten, wogegen kleinere Manufakturen Nachteile hinnehmen mussten. So gab es in Stockholm im 18. Jahrhundert etwa 150 exportierende Gewerke. Der Umsatz war jedoch auf die zehn größten Unternehmen konzentriert. Diese sicherten sich um 1730 etwa ein Viertel des Handelsvolumens, was bis zum Beginn des 19. Jahrhunderts auf ein Drittel stieg.
Neben den einheimischen Händlern zählten auch mehrere ausländische Kaufleute zum Skeppsbro-Adel. Ein Beispiel ist der deutsche Christian Hebbe aus Greifswald, der als Partner des Händlers Georg Bernhard von Scheven in Stockholm begann und später die Firma übernahm. Diese hatte ihren Sitz im Gebäude, das jetzt die Adresse Skeppsbron 36 hat. Hebbe war aktiv in der Schwedischen Ostindien-Kompanie und seine Söhne übernahmen Arbeitersiedlungen im Umland. Mit der Einbürgerung ausländischer Händler wurde das schwedische Gesetz umgangen, das den Einsatz von ausländischem Kapital für den schwedischen Export und Eisenhandel verbot. Die zugezogenen Kaufmänner waren in europäische Handelsnetze eingebunden, die ihren Aufstieg begünstigten.
Zur Mitte des 18. Jahrhunderts verschlechterte eine internationale Handelskrise die Position des Skeppsbro-Adels. Zusätzlich nahm der Einfluss der Konkurrenzpartei Mössorna zu, der eher Kleinhändler und Handwerker angehörten. Sinkender Export und Gerichtsprozesse führten zum Konkurs einiger Handelshäuser. Die ökonomische Krise traf jedoch ganz Stockholm und wenige Großhändler konnten sich erhalten. Der eigentliche Zusammenbruch erfolgte um 1815. Großhändler in anderen Teilen der Stadt stiegen auf und übernahmen die ökonomische Dominanz. Diese Kaufleute legten nicht ganz so viel Wert auf die Präsentierung des eigenen Reichtums durch prächtige Bauten.